# Andreas Dudithius
Andreas Dudithius (Andrzej Dudycz, Andreas Dudith, em croata: Andrija Dudić Orehovički, e também András Dudith de Horahovicza), (Buda, 5 de fevereiro de 1533 — Breslau, 22 de fevereiro de 1589), foi um nobre húngaro de origem croata, humanista, bispo e diplomata.
Dudithius nasceu em Buda, capital do Reino da Hungria descendente de uma nobre família de origem croata.  Estudou em Breslau, Itália, Viena, Bruxelas e Paris.
Em 1560 o rei Ferdinando I o nomeou Bispo de Tenin, na Croácia.  Mais tarde ele participou do Concílio de Trento (1545-1563).  Sendo nomeado Bispo de Pécs, Dudithius foi para a Polônia em 1565 como embaixador de Maximiliano, onde se casou, e renunciou à fé católica, tornando-se partidário do Protestantismo.  Na Polônia, ele começou a simpatizar com o Antitrinitarismo de Faustus Socinus (1539–1604), a então chamada Ecclesia Minor.  Embora nunca tivesse se declarado oficialmente um Unitariano, alguns pesquisadores o rotularam como um dos pensadores antitriniatrianos.
Depois da eleição de Estêvão Báthory como rei da Polônia, Dudithius deixou Cracóvia e foi para Breslau e mais tarde para a Morávia, onde ele apoiou a Irmandade da Boêmia.
Dudithius manteve correspondência com antitrinitários famosos tais como Giorgio Blandrata, Jacobus Paleologus e Faustus Socinus.  Mihály Balázs , um expert a respeito do antitrinitárismo da Europa Central, afirma que Paleologus na Cracóvia morou na casa de Dudithius e daí rumou para a Transilvânia.  As teorias de Blandrata, Socinus e Ferenc Dávid (1520-1579) tiveram grande influência sobre ele; não obstante, ele sempre permaneceu um humanista do estilo de Erasmo de Rotterdam, que condenava a intolerância religiosa quer seja ela procedente dos Protestantes ou dos Católicos.
Morreu em 22 de Fevereiro de 1589 em Breslau e foi sepultado na Igreja Luterana de Santa Elisabeth.

## Obras
- Dionisii Halicarnassei de Thucydidis Historia Judicium. Andr. Duditio Pannonio interprete. Veneza, 1560.
- Orationes duae in concilio Tridentino habitae 6. apr. et 16. jun. 1562. cum praefatione ad Nicolaum Olahum Archiep. Esztergom, Brescia, 1562.
- Orationis pro clero Hungariae et orationes ad Tridentinam Synodum. Veneza, 1562.
- Oratio de calice laicis permittendo in concilio Tridentiino habita. Pádua, 1563.
- Vita Reginaldi Poli card. Veneza, 1563. (Névtelenül.)
- Commentariolus de cometarum significatione et Dissertationes novae de cometis. Basileia, 1579. (Thomas Erastus[7].)
- Orationes in concilio Tridentino habitae. Apologia ad Maximilianum II. Commentarius pro conjugii libertate. Cum Appendice Epistolarum imp. et principum Germ. Orationum ac scriptorum aliquot de communione sub utraque specie, de connubio sacerdotum, de Ecclesiae reform., de Syn. Trid. potissimis actionibus, edita studio Qu. Reiter. Offenbach, 1610.
- Orationes quinque in concilio Tridentino habitae… Praefatus est ac Dissertationem de vita et scriptis ill. auctoris historico-criticam adjecit Lorandus Samuelfy. Halae Magd., 1743.